# Cách mạng tình yêu
Cách mạng tình yêu (tiếng Hàn: 연애혁명; tên quốc tế: Love Revolution) là một webdrama hài, lãng mạn dành cho thanh thiếu niên Hàn Quốc năm 2020 với sự tham gia của Park Jihoon, Lee Ruby, The Boyz's Young-hoon, WJSN's Dayoung. Bộ phim được chuyển thể từ webtoon nổi tiếng cùng tên, sản xuất bởi KakaoM và được phát sóng trên ứng dụng KakaoTV, Naver Series ON, Viki và Iqiyi từ ngày 1 tháng 9 năm 2020 vào thứ năm mỗi tuần lúc 17:00 KST .  Từ ngày 18 tháng 10 năm 2020, phim sẽ chiếu 2 tập 1 tuần vào Thứ 5 và Chủ nhật. Riêng 2 tập cuối của phim sẽ được phát sóng vào cùng ngày 27 tháng 12 năm 2020.

## Nội dung
Gong Juyeong (Park Ji Hoon) là một học sinh trung học 17 tuổi nghĩ rằng cậu ấy đã tìm thấy tình yêu đời mình khi 'đổ gục' trước Wang Ja Rim (Lee Ruby) từ cái nhìn đầu tiên. Nhưng để có được trái tim Ja Rim là điều không dễ dàng. Wang Ja Rim nổi tiếng là người lạnh lùng và xa cách - và ban đầu dường như hoàn toàn không ấn tượng với cách thể hiện tình cảm màu mè của Gong Juyeong. Sự kiên định chính là chìa khóa, cậu ấy đã nghĩ như vậy và thời gian trôi qua, Wang Ja Rim bắt đầu mở lòng với người bạn cùng lớp - bạn thân nhất của Gong Juyeong kể từ cấp 2 là Lee Kyung Woo (The Boyz's Younghoon). Liệu cậu ấy sẽ giúp đỡ Gong Juyeong có được trái tim Wang Ja Rim hay lại là người cản trở? Và liệu những người bạn thân của Wang Ja Rim cũng sẽ đóng vai trò trong việc đưa hai người đến với nhau? Đây là bộ phim được dựa trên webtoon dài tập của tác giả Lee Young Ka được viết từ năm 2013.

## Diễn viên

### Vai chính
- Park Jihoon vai Gong Juyeong [3]  - Một nam sinh 17 tuổi học lớp 1-2 Trường Trung học thông tin Isam. Bạn trai của Ja-rim. Với tính cách hướng ngoại, vui tính, cực kì đáng yêu và nghĩa khí, Juyeong phải lòng Wang Jarim từ cái nhìn đầu tiên, Juyeong không ngừng thẳng thắn bày tỏ tình cảm của mình dành cho cô gái cậu yêu, cậu yêu cô trong sáng và toàn tâm đến mức một ngày bắt đầu là cô kết thúc một ngày cũng là cô. Bằng cách thể hiện tình cảm chân thành, mặc dù lòe loẹt, anh vẫn kiên trì giành được trái tim của Ja-rim bất chấp sự lạnh lùng rõ ràng của cô đối với anh.Trong tình yêu Juyeong là một người dịu dàng vô bờ bến, đối với bạn bè khi gặp chuyện khó khăn lại là một người trưởng thành, chín chắn và đáng tin cậy.
- Lee Ruby vai Wang Jarim  -  Một nữ sinh 17 tuổi học lớp 1-3 Trường Trung học thông tin Isam. Bạn gái của Juyeong. Trái ngược với Juyeong, Ja-rim có một tính cách kín đáo và độc lập; cô ấy cũng xinh đẹp và nổi tiếng trong giới đồng trang lứa. Cô ấy khó chịu vì sự hăng hái của Juyeong mặc dù vậy cũng không bao giờ ghét anh ấy. Sau nhiều tuần phớt lờ Juyeong, cuối cùng cô cũng chấp nhận anh là bạn trai của mình. Cô ấy yêu cầu Juyeong không ồn ào, phô trương và gần gũi thân mật với cô ấy, mặc dù tính khí của cô ấy đối với anh ấy từ từ dịu đi khi thời gian trôi qua. bên ngoài trông có vẻ lạnh lùng nhưng ẩn sâu chỉ đơn thuần một nữ sinh trung học yếu mềm với mái tóc ngắn sang chảnh.

### Vai phụ
- The Boyz's Younghoon vai Lee KyungWoo - Một nam sinh 17 tuổi học lớp 1-3 Trường Trung học thông tin Isam. Bạn thân nhất của Gong Juyeong, là một học sinh đẹp trai và nổi tiếng trong số các bạn cùng trang lứa, Kyung-woo để tóc mái dài che mắt trái. Anh ấy hay đùa và thân thiện mặc dù có vẻ ngoài lạnh lùng và sắc sảo. Sau đó, anh ấy có tình cảm với Ja-rim nhưng vì lợi ích của Juyeong, anh ấy đã giấu nó và đi chơi với Ye-seul.
- Jung Daeun vai Yang Minji - Nữ sinh lớp 1-3 trường Trung học Thông tin Isam. Bạn thân nhất của Ja-rim. Min-ji bí mật giúp Juyeong giành được trái tim của Ja-rim. Cô ấy có tình cảm với Kyung-woo.
- WJSN's Dayoung vai Oh Ah Ram  - Nữ sinh lớp 1-3 trường Trung học Thông tin Isam. Bạn thân của Wang Ja Rim. Nhân vật Oh Ah Ram là một cô gái nổi tiếng, mặc dù yêu thích đồ ăn nhưng Ah-ram lại có sức khỏe dẻo dai và chiến đấu điêu luyện.
- Go Chanbin vai Kim Byunghoon  - Nam sinh lớp 1-2 trường Trung học Thông tin Isam; Bạn thân của Juyeong. Byung-hoon có một tính cách vui vẻ và là người tạo ra tâm trạng cho bạn bè.
- Ahn Dogyu vai Ahn Kyungmin -  Nam sinh lớp 1-3 trường Trung học Thông tin Isam. Bạn thân của Juyeong. Kyung-min là một cậu bạn đeo kính cận và cũng có xu hướng đùa giỡn.

### Các diễn viên khác
- Kim Seung-hee trong vai Hong Jin-hee -  Nữ sinh lớp 1-3 trường Trung học Thông tin Isam. Bạn thân của Ja-rim.
- Kim Dong-hyun trong vai Dokgo Moon - Hiệu trưởng Trường Trung học Thông tin Isam. Giáo viên chủ nhiệm lớp 1-2
- Kim Joong-don trong vai Cho Yeon-sa - Giáo viên chủ nhiệm lớp 1-3 trường Trung học Thông tin Isam.
- Kim Su-gyeom trong vai Namgoong Ji-soo - Vận động viên cấp dưới của Ah-ram tại trung tâm thể dục.
- .Lee Seo-yeon trong vai Wang Byeol-lim - Em gái của Ja-rim
- Lee Se-hee trong vai Jang Hae-ri - Một học sinh cuối cấp tại trường trung học thông tin Isam, người cố gắng dụ dỗ Joo-young rời khỏi Ja-rim
- Kwak Hee-joo trong vai Jung Sang-hoon - Người quen thời trung học của Ju-yeong và Kyung-woo. Sang-hoon phải lòng Min-ji.
- Nam Kyu-hee trong vai Bang Ye-seul - Một học sinh trường Trung học Thông tin Isam. Bạn gái cũ của Kyung-woo. Ye-seul có tình cảm với Kyung-woo và cô ấy trở thành bạn gái của anh ấy mà không biết tình cảm thực sự của anh ấy. Cô chia tay với Kyung-woo khi cô nhận ra anh ấy không thực sự yêu cô.
- Kim Young-jae trong vai Choi Jung-woo - Jung-woo tán tỉnh Ja-rim khi cô còn học cấp hai.

### Khách mời đặc biệt
- Yoo Byung-jae trong vai Yang Ho - Y tá trường trung học Isam Information
- Park Chae-rin trong vai Nam Yu-ri - Bạn gái cũ của Kyung-woo thời trung học.
- Choi Soo-rin trong vai mẹ của Kyung-woo

## Phát sóng quốc tế
Bộ phim được phát sóng trên ứng dụng xem phim trực tuyến iQIYI với phụ đề đa ngôn ngữ tại Đông Nam Á, Đài Loan, Hồng Kông và Ma Cao. Từ ngày 26 tháng 11 năm 2020, Love Revolution được phát sóng tại Nhật Bản 

## Nhạc phim

### Phần 1
| Phát hành 22 tháng 10 năm 2020 | Phát hành 22 tháng 10 năm 2020        | Phát hành 22 tháng 10 năm 2020 | Phát hành 22 tháng 10 năm 2020 | Phát hành 22 tháng 10 năm 2020 | Phát hành 22 tháng 10 năm 2020 |
| STT                            | Nhan đề                               | Phổ lời                        | Phổ nhạc                       | Nghệ sĩ                        | Thời lượng                     |
| ------------------------------ | ------------------------------------- | ------------------------------ | ------------------------------ | ------------------------------ | ------------------------------ |
| 1.                             | "Not A Sad Song" (이별 노래가 아니야) | Hwang Hyun Wyatt               | Hwang Hyun                     | ONF (ban nhạc)                 | 3:58                           |

### Phần 2
| Phát hành 19 tháng 11 năm 2020 | Phát hành 19 tháng 11 năm 2020 | Phát hành 19 tháng 11 năm 2020              | Phát hành 19 tháng 11 năm 2020              | Phát hành 19 tháng 11 năm 2020 | Phát hành 19 tháng 11 năm 2020 |
| STT                            | Nhan đề                        | Phổ lời                                     | Phổ nhạc                                    | Nghệ sĩ                        | Thời lượng                     |
| ------------------------------ | ------------------------------ | ------------------------------------------- | ------------------------------------------- | ------------------------------ | ------------------------------ |
| 2.                             | "Midnight"                     | real-fantasy YOSKE Bull$EyE M.O Paper Maker | real-fantasy YOSKE Bull$EyE M.O Paper Maker | Park Ji-hoon                   | 3:19                           |

### Phần 3
| Phát hành 3 tháng 12 năm 2020 | Phát hành 3 tháng 12 năm 2020 | Phát hành 3 tháng 12 năm 2020 | Phát hành 3 tháng 12 năm 2020 | Phát hành 3 tháng 12 năm 2020 | Phát hành 3 tháng 12 năm 2020 |
| STT                           | Nhan đề                       | Phổ lời                       | Phổ nhạc                      | Nghệ sĩ                       | Thời lượng                    |
| ----------------------------- | ----------------------------- | ----------------------------- | ----------------------------- | ----------------------------- | ----------------------------- |
| 3.                            | "Pit A Pat"                   | I'm                           | I'm                           | I'm                           | 2:57                          |

### Phần 4
| Phát hành 10 tháng 12 năm 2020 | Phát hành 10 tháng 12 năm 2020         | Phát hành 10 tháng 12 năm 2020 | Phát hành 10 tháng 12 năm 2020 | Phát hành 10 tháng 12 năm 2020 | Phát hành 10 tháng 12 năm 2020 |
| STT                            | Nhan đề                                | Phổ lời                        | Phổ nhạc                       | Nghệ sĩ                        | Thời lượng                     |
| ------------------------------ | -------------------------------------- | ------------------------------ | ------------------------------ | ------------------------------ | ------------------------------ |
| 4.                             | "Still Unchanged" (아직도 그대로인 건) | Red Socks                      | Red Socks                      | FIL                            | 3:38                           |

### Phần 5
| Phát hành 24 tháng 12 năm 2020 | Phát hành 24 tháng 12 năm 2020    | Phát hành 24 tháng 12 năm 2020 | Phát hành 24 tháng 12 năm 2020  | Phát hành 24 tháng 12 năm 2020 | Phát hành 24 tháng 12 năm 2020 |
| STT                            | Nhan đề                           | Phổ lời                        | Phổ nhạc                        | Nghệ sĩ                        | Thời lượng                     |
| ------------------------------ | --------------------------------- | ------------------------------ | ------------------------------- | ------------------------------ | ------------------------------ |
| 5.                             | "Maybe I Love You" (사랑하나봐요) | Nozy Lee Sang-yeol TMC         | Ryu Young-min Lee Sang-yeol TMC | Yeong Eun                      | 4:05                           |

## Lượt xem
- số màu đỏ: lượt xem cao nhất

| Tập           | Tiêu đề                                               | Ngày phát sóng       | Lượt xem trên Kakao TV | Thời lượng tập phim |
| ------------- | ----------------------------------------------------- | -------------------- | ---------------------- | ------------------- |
| 1             | Công chúa và Hoàng tử, chúng ta là định mệnh?         | 1 tháng 9 năm 2020   | 1,902,063              | 22:46               |
| 2             | Tình yêu là... thời điểm ?                            | 3 tháng 9 năm 2020   | 1,895,836              | 22:46               |
| 3             | Điều gì xảy ra tại khóa học hôm đó?                   | 10 tháng 9 năm 2020  | 1,664,186              | 22:44               |
| 4             | Trở lại kì tập quân sự                                | 17 tháng 9 năm 2020  | 1,219,885              | 22:25               |
| 5             | Đừng thương hại tôi                                   | 24 tháng 9 năm 2020  | 1,222,052              | 19:41               |
| 6             | Cái kết của ngày Hoa Hồng?                            | 1 tháng 10 năm 2020  | 1,026,754              | 20:30               |
| 7             | Nếu bạn đang hẹn hò, điểm số của bạn sẽ giảm          | 8 tháng 10 năm 2020  | 1,023,122              | 20:30               |
| 8             | Nỗi buồn tích tụ. Chúng ta đang hẹn hò?               | 15 tháng 10 năm 2020 | 1.023,464              | 19:35               |
| 9             | Một buổi hẹn hò, một bữa tiệc bất ngờ                 | 18 tháng 10 năm 2020 | 807,664                | 20:17               |
| 10            | Có điều gì xảy ra ở thung lũng?                       | 22 tháng 10 năm 2020 | 924,404                | 19:41               |
| 11            | Một chuyến đi đến thung lũng với cái nắm tay          | 25 tháng 10 năm 2020 | 903,649                | 19:17               |
| 12            | Chúc mừng ngày của Juyeong                            | 29 tháng 10 năm 2020 | 900,915                | 20:36               |
| 13            | Độ ẩm 99%, điềm báo đáng ngại                         | 1 tháng 11 năm 2020  | 725,894                | 20:14               |
| 14            | Nắng sau cơn mưa, chúng ta cần có một cuộc trò chuyện | 5 tháng 11 năm 2020  | 850,016                | 20:22               |
| 15            | Hẹn hò giảm giá, tiết kiệm từng chút để yêu Jarim     | 8 tháng 11 năm 2020  | 800,202                | 20:45               |
| 16            | Lễ hội                                                | 12 tháng 11 năm 2020 | 806,763                | 20:33               |
| 17            | Tình huống chưa từng có                               | 15 tháng 11 năm 2020 | 705,855                | 18:29               |
| 18            | Chuyện của Kyungwoo                                   | 19 tháng 11 năm 2020 | 724,434                | 20:33               |
| 19            | Chàng trai ngại ngùng                                 | 22 tháng 11 năm 2020 | 900,554                | 18:41               |
| 20            | Chiến dịch tránh tự học                               | 26 tháng 11 năm 2020 | 818,521                | 20:45               |
| 21            | Cậu cao bao nhiêu?                                    | 29 tháng 11 năm 2020 | 820,889                | 19:34               |
| 22            | Vinh quang thoáng qua của Aram                        | 3 tháng 12 năm 2020  | 1,006,524              | 19:23               |
| 23            | Nhiệt độ khác nhau trong ngày hẹn hò đôi              | 6 tháng 12 năm 2020  | 1,058,766              | 20:47               |
| 24            | Hộp cơm trưa ác mộng                                  | 10 tháng 12 năm 2020 | 911,026                | 20:47               |
| 25            | Học hành sẽ thay đổi bạn đời tương lai                | 13 tháng 12 năm 2020 | 1.009.048              | 20:22               |
| 26            | Trò chơi sự thật                                      | 17 tháng 12 năm 2020 | 829,101                | 19:51               |
| 27            | Có ma trong trường Trung học Thông tin Lee Sam        | 20 tháng 12 năm 2020 | 1,005,310              | 18:43               |
| 28            | Sự xuất hiện của người yêu cũ                         | 24 tháng 12 năm 2020 | 636,816                | 17:49               |
| 29            | Tớ với cậu, cậu với tớ                                | 27 tháng 12 năm 2020 | 567.172                | 18:14               |
| 30 (tập cuối) | Drama của chúng tôi                                   | 27 tháng 12 năm 2020 | 829,308                | 20:33               |